# Виола (Терамо)
Виола је насеље у Италији у округу Терамо, региону Абруцо.
Према процени из 2011. у насељу је живело 350 становника. Насеље се налази на надморској висини од 367 м.